# Sessa Cilento
Sessa Cilento ist eine italienische Gemeinde in der Provinz Salerno in der Region Kampanien.

## Geographie
Sessa Cilento hat 1419 Einwohner und eine Fläche von 18 km². Der Ortskern befindet sich 550 m über dem Meeresspiegel. Der Ort liegt rund 70 km südöstlich der Provinzhauptstadt Salerno.
Weitere Ortsteile sind: Casigliano, Castagneta, Felitto Piano, San Mango, Santa Lucia, Valle. Die Gemeinde ist Mitglied der Comunità Montana Alento-Monte Stella sowie im Parco Nazionale del Cilento e Vallo di Diano.
Die Nachbargemeinden sind Lustra, Omignano, Perdifumo, Pollica, San Mauro Cilento, Serramezzana und Stella Cilento.